# Liste der lettischen Beobachter und Abgeordneten zum EU-Parlament (2003–2004)
Die Liste der lettischen Beobachter und Abgeordneten zum EU-Parlament (2003–2004) listet alle lettischen Mitglieder des 5. Europäischen Parlamentes auf.
Nach der Ratifizierung des Beitrittsvertrags 2003 waren Lettland und die übrigen Beitrittsstaaten der EU-Erweiterung 2004 vom EU-Parlamentspräsidenten Pat Cox dazu eingeladene Beobachter in das Parlament zu entsenden. Die Zahl der von den einzelnen Parlamenten zu ernennenden Abgeordneten entsprach der Zahl der Mitglieder des Europäischen Parlaments, auf die das betreffende Land nach dem Beitrittsvertrag Anspruch hatte, wobei die Ernennung der Abgeordneten unter angemessener Berücksichtigung der politischen Zusammensetzung des jeweiligen Parlaments erfolgte.
Nach Inkrafttreten des Beitrittsvertrag am 1. Mai 2004 wurden die Beobachter zu Abgeordneten des Parlaments. Aufgrund des späten Zeitpunkts innerhalb der Wahlperiode des EU-Parlaments wurde die Europawahl für diese Periode nicht nachgeholt, weshalb die ersten gewählten Abgeordneten Lettlands erst in der 6. Wahlperiode in das Parlament kamen.

## Mandatsstärke der Parteien
- SPE: 1
- G/EFA: 2
- EVP-ED: 5
- UEN: 1

| Nationale Partei                             | Mandate | Fraktion                                                                   |
| -------------------------------------------- | ------- | -------------------------------------------------------------------------- |
| Tautas partija (TP)                          | 2       | Fraktion der Europäischen Volkspartei und europäischer Demokraten (EVP-ED) |
| Latvijas Pirmā partija (LPP)                 | 2       | Fraktion der Europäischen Volkspartei und europäischer Demokraten (EVP-ED) |
| Jaunais laiks (JL)                           | 1       | Fraktion der Europäischen Volkspartei und europäischer Demokraten (EVP-ED) |
| Zaļo un Zemnieku savienība (ZZS)             | 1       | Die Grünen/Europäische Freie Allianz (G/EFA)                               |
| Par cilvēka tiesībām vienotā Latvijā (PCTVL) | 1       | Die Grünen/Europäische Freie Allianz (G/EFA)                               |
| Tautas Saskaņas partija (TSP)                | 1       | Fraktion der Sozialdemokratischen Partei Europas (SPE)                     |
| Tēvzemei un Brīvībai/LNNK (TB/LNNK)          | 1       | Union für ein Europa der Nationen (UEN)                                    |
| Gesamt                                       | 9       |                                                                            |

## Abgeordnete
| Bild | Name                 | von            | bis           | Partei  | Fraktion | Anmerkungen |
| ---- | -------------------- | -------------- | ------------- | ------- | -------- | ----------- |
|      | Boriss Cilevičs      | 22. April 2003 | 19. Juli 2004 | TSP     | SPE      |             |
|      | Silva Golde          | 23. März 2004  | 19. Juli 2004 | TP      | EVP-ED   |             |
|      | Andis Kāposts        | 22. April 2003 | 19. Juli 2004 | ZZS     | G/EFA    |             |
|      | Aleksandrs Kiršteins | 22. April 2003 | 19. Juli 2004 | TP      | EVP-ED   |             |
|      | Paulis Kļavinš       | 22. April 2003 | 19. Juli 2004 | LPP     | EVP-ED   |             |
|      | Guntars Krasts       | 7. April 2004  | 19. Juli 2004 | TB/LNNK | UEN      |             |
|      | Liene Liepiņa        | 22. April 2003 | 19. Juli 2004 | JL      | EVP-ED   |             |
|      | Inese Šlesere        | 25. April 2003 | 19. Juli 2004 | LPP     | EVP-ED   |             |
|      | Juris Sokolovskis    |                | 19. Juli 2004 | PCTVL   | G/EFA    |             |